# Sveti Matej
Matej je bil eden od dvanajstih Jezusovih apostolov, po poklicu pa je bil carinik. Imenujemo ga tudi Matej Evangelist, ker velja za pisca Evangelija po Mateju. *(?); +(?)
Ime Matej (hebrejsko: מתי‎ [Mataj], grško: starogrško Ματθαίος [Matheos]) pomeni Dar Gospoda. Domnevno je Matej ista oseba kot cestninar Levi (hebrejsko לוי‎), ki se tudi večkrat pojavi v evangelijih. V seznamu apostolov je naveden kot Matej Alfejev sin, kar pomeni, da je bil brat apostola Jakoba Mlajšega. Verjetno ga lahko štejemo za  Jezusovega bratranca, saj je bil omenjeni Alfej domnevno Jožefov brat. 
Čas in kraj Matejevega rojstva je neznan, isto pa velja tudi za čas in kraj njegove smrti. Po enem od izročil je umrl mučeniške smrti v Etiopiji, po drugem izročilu pa naj bi umrl v Hieropolisu v Partiji.
Matej velja za pisca Evangelija po Mateju, zato je na slikah po navadi upodobljen s peresom v roki, ob njem pa stoji angel. Ker je bil po poklicu cestninar, velja za zavetnika vseh, ki se ukvarjajo s financami, in je včasih upodobljen tudi z mošnjo v roki.
Apostol in evangelist Matej goduje 21.septembra po katoliškem koledarju oziroma 16. novembra po pravoslavnem koledarju.